# Saline Bayou
De Saline Bayou is een rivier met een lengte van 160 km in Louisiana. Het is een zijrivier van de Red River. In 1986 werd 30 km van de rivier, stroomopwaarts van Saline Lake, uitgeroepen tot eerste National wild and scenic river in Louisiana. Het gaat om een meanderend stuk van de rivier tussen bossen met moerascipressen.